# Izbičanj
Izbičanj (Servisch: Избичањ) is een plaats in de Servische gemeente Prijepolje. De plaats telt 46 inwoners (2002).